# 正準量子重力理論
正準量子重力理論（せいじゅんりょうしじゅうりょくりろん）とは、古典的な量子重力理論の一種で、4次元空間における物体の運動を3次元空間における運動として記述するものである。この理論の課題として、座標を普遍的に適用できないこと、現実の観測で使われる基準系との食い違いが生じること、拘束条件を解くことが難しいこと、ゲージ固定によって得られる量子論との関係が分かっていないことなどが挙げられる。